# نوردلف
نوردلف (به انگلیسی: Nordelph) یک روستا و محله مدنی در بریتانیا است که در King's Lynn and West Norfolk واقع شده‌است. نوردلف ۱۶٫۵۷ کیلومتر مربع مساحت و ۴۰۵ نفر جمعیت دارد.